# Quartinia antennata
Quartinia antennata är en stekelart som beskrevs av Schulthess 1935. Quartinia antennata ingår i släktet Quartinia och familjen Masaridae. Inga underarter finns listade i Catalogue of Life.